# Mossgöl (Dalhems socken, Småland)
Mossgöl är en sjö i Västerviks kommun i Småland och ingår i Storåns huvudavrinningsområde.